# Touraine
Touraine je nekdanja provinca v osrednji Franciji s prestolnico v Toursu. V času politične reorganizacije francoskega ozemlja v letu 1790 (francoska revolucija) je bila razdeljena med novonastale departmaje Indre-et-Loire, Loir-et-Cher in Indre.

## Geografija
Ozemlje Touraine leži ob glavni reki Loari in njenih pritokih Cher, Indre ter Vienne. Je sestavni del Pariške kotline.

## Zgodovina
Ime pokrajine izhaja iz galskega plemena Turones, ki so tod prebivali v rimskem obdobju 2000 let nazaj. Leta 1044 je bila Touraine predana anžuvincem, ki so leta 1154 postali angleški kralji, njihovo glavno oporišče pa je bilo na gradu Chinon. Leta 1205 je pod kraljem Filipom Avgustom ozemlje ponovno prešlo pod Francijo, prav v tem času pa je Touraine postala tudi kraljeva vojvodina. Naslednji dogodek se je zgodil leta 1429, ko je Ivana Orleanska imela zgodovinsko srečanje z bodočim kraljem Karlom VII. v Chinonu. V obdobju od poznega srednjega veka do renesanse je bila priljubljeno zatočišče francoskih kraljev, od tod tudi njen vzdevek "Vrt Francije". Ob tem so njeni mračni gradovi postali lepi renesančni dvorci. Kraljeva vojvodina je leta 1584 postala provinca, med francosko revolucijo pa razdeljena na departmaje.

## Znamenitosti
Touraine je poznana po svojih gradovih Amboise, Azay-le-Rideau, Chaumont, Chenonceaux, Chinon, Langeais, Loches, Villandry in Blois.
Touraine je poznana tudi po svojem vinogradništvu.

## Znameniti domačini
- Sveti Martin, škof (316-397)
- François Rabelais, renesančni pisatelj (ok. 1494-1553),
- René Descartes, filozof, matematik, fizik, učenjak in častnik (1596-1650),
- Honoré de Balzac, pisatelj (1799-1850),
- Alfred de Vigny, pesnik, dramatik, romanopisec (1797–1863).

## Znameniti tujci
- Archibald Douglas, 4. grof Douglaški, vojvod Tourainski, vodja škotske vojske v Franciji med stoletno vojno,